# Henry Siddons Mowbray
Pour les articles homonymes, voir Siddons.
Henry Siddons Mowbray ou Harry Siddons Mowbray ou H. Siddons Mowbray, né le 5 août 1858 à Alexandrie en Égypte et décédé le 13 janvier 1928 à Washington dans l'état du Connecticut aux États-Unis, est un peintre orientaliste et un peintre muraliste américain.

## Biographie
Henry Siddons Mowbray naît en 1858 à Alexandrie en Égypte de parents anglais. Son père, John Henry Siddons, travaille pour une banque britannique sur place. Il décède d'une hyperthermie un an après la naissance de son fils. Le jeune Henry part alors vivre avec sa mère aux États-Unis. Elle décède quatre ans plus tard dans un accident domestique.
Orphelin, il est adopté par la sœur de sa mère et son mari, George Mowbray. Il grandit à North Adams dans le Massachusetts. Après un passage par l'académie militaire de West Point, il commence à étudier la peinture auprès du peintre Alfred Cornelius Howland en 1877. En 1878, il part à Paris ou il suit les cours du peintre Léon Bonnat jusqu'en 1883. Il fréquente ensuite l'atelier de Jean-Léon Gérôme. Dans la capitale française, il travaille comme peintre de genre pour subvenir à ses besoins. En 1884, il séjourne à Alger.
En 1885, il rentre aux États-Unis et ouvre un studio à New York. En 1886, il devient membre de la Society of American Artists (en). Avec le tableau Evening Breeze, il reçoit le prix Clark de l'académie américaine des beaux-arts en 1888. Il devient membre de l'académie en 1891. A New York, il rencontre le riche collectionneur Thomas B. Clarke (en), qui devient son mécène. De 1886 à 1901, il enseigne à la Art Students League of New York. Il a notamment pour élèves les artistes Elizabeth Gowdy Baker (en), D. Putnam Brinley (en), Bryson Burroughs (en), John Cecil Clay (en), Margaret Fernie Eaton (en), Lydia Field Emmet (en), Louis Fancher, Henry Brown Fuller, Lucia Fairchild Fuller, Florence Wolf Gotthold (en), Charles Hopkinson (en), Lydia Longacre, Clara Taggart MacChesney (en), Elmer Livingston MacRae (en), Kenneth Hayes Miller, F. Luis Mora (en), Annie Shepley Omori (en), Florine Stettheimer, J. Allen St. John (en), Augustus Vincent Tack (en), Mary Tannahill (en), Patty Prather Thum, Edward Charles Volkert, Elsie Ward et Frederick Coffay Yohn. De 1902 à 1904, il dirige l'American Academy in Rome.
Il se spécialise ensuite dans la réalisation de décors et de peintures murales. Il travaille notamment pour les hommes d'affaires Frederick William Vanderbilt, Larz Anderson (en) ou Collis Potter Huntington, signe la voûte de la villa du Morgan Library and Museum et réalise des peintures murales à l'intérieur du Howard M. Metzenbaum United States Courthouse (en), de l'Appellate Division Courthouse of New York State ou de l'University Club of New York (en).
En 1907, il s'installe à Washington dans l'état du Connecticut. Durant la Première Guerre mondiale, il œuvre pour la Croix-Rouge américaine. De 1921 à 1928, il est membre de la Commission des beaux-arts des États-Unis. Il décède en 1928 à Washington.
Ces œuvres sont notamment visibles ou conservées au Detroit Institute of Arts de Détroit, à la National Gallery of Art et au Smithsonian American Art Museum de Washington, au Worcester Art Museum de Worcester, au Mint Museum (en) de Charlotte, au musée des Beaux-Arts de Boston, au Bennington Museum (en) de Bennington, au Palmer Museum of Art (en) de State College et à la Yale University Art Gallery de New Heaven.

## Œuvres

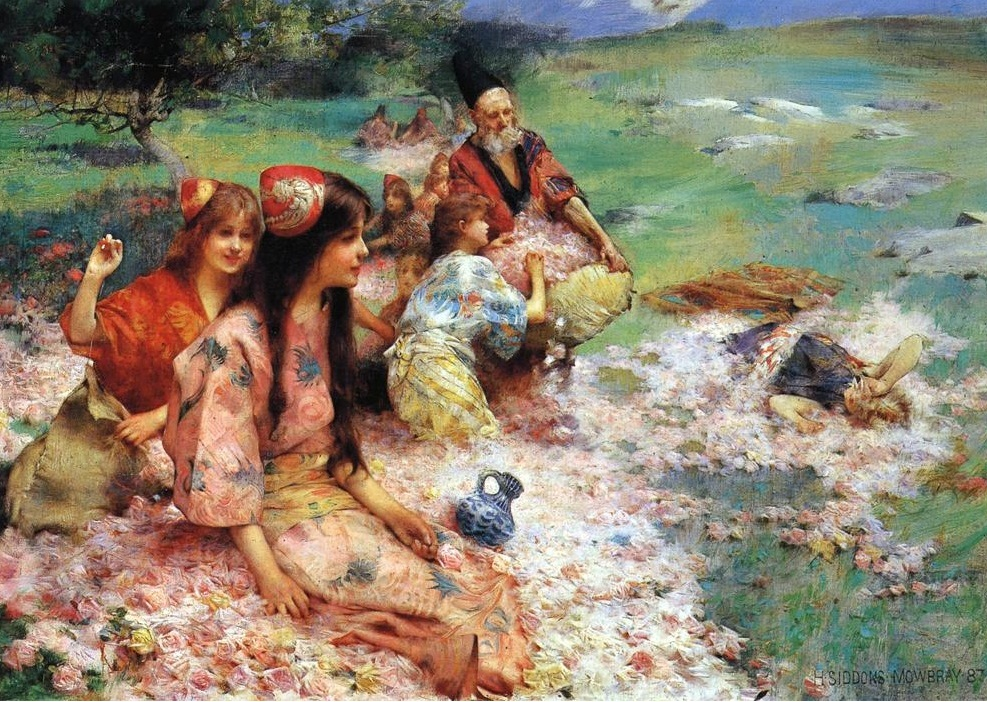
Rose Harvest, 1887, Mint Museum (en)
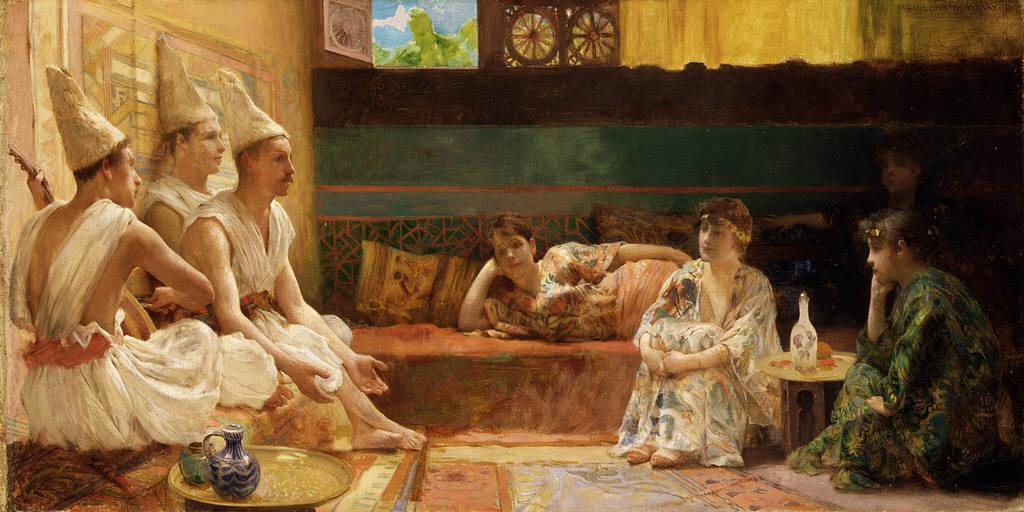
The Calenders, 1889
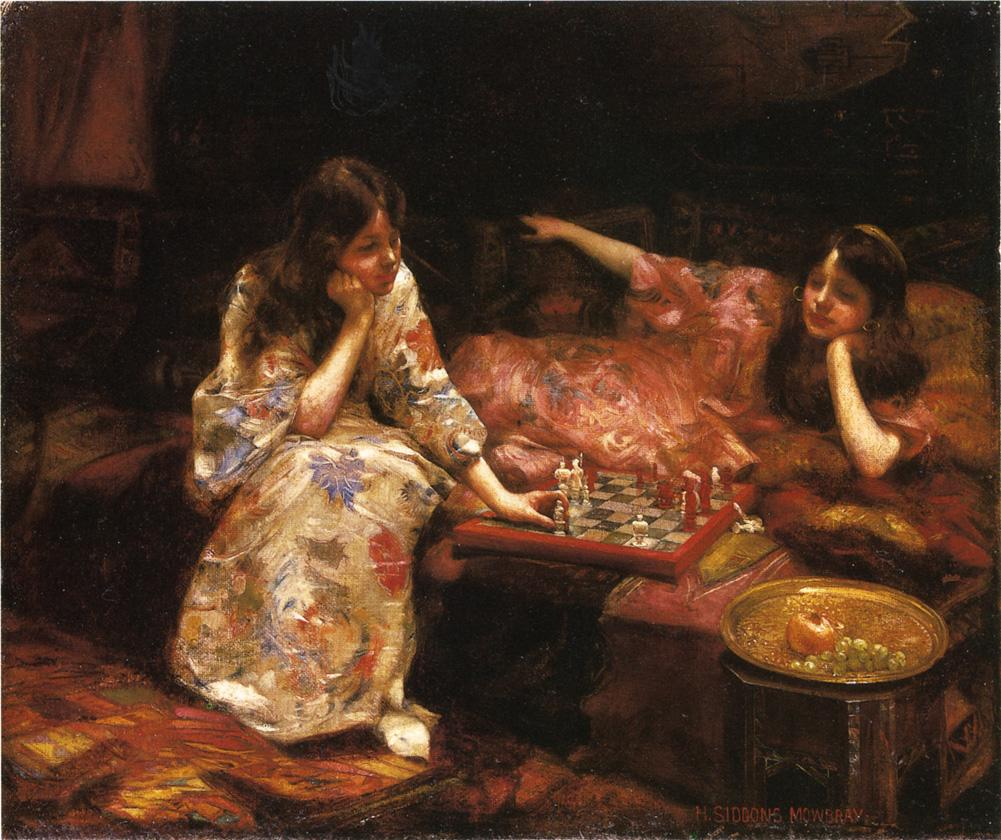
A Game of Chess, 1890
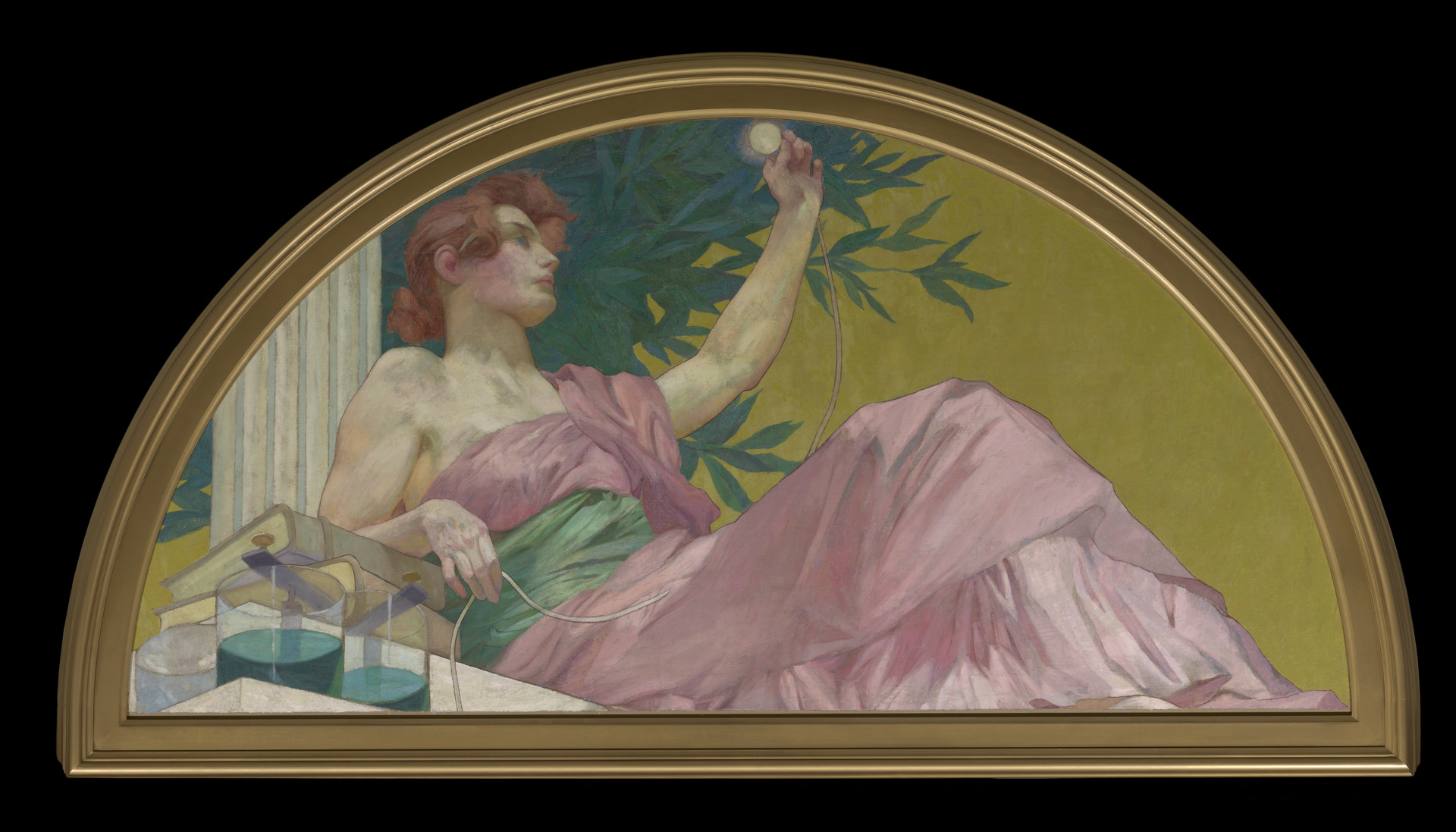
Muse of Electricity, 1893, Yale University Art Gallery
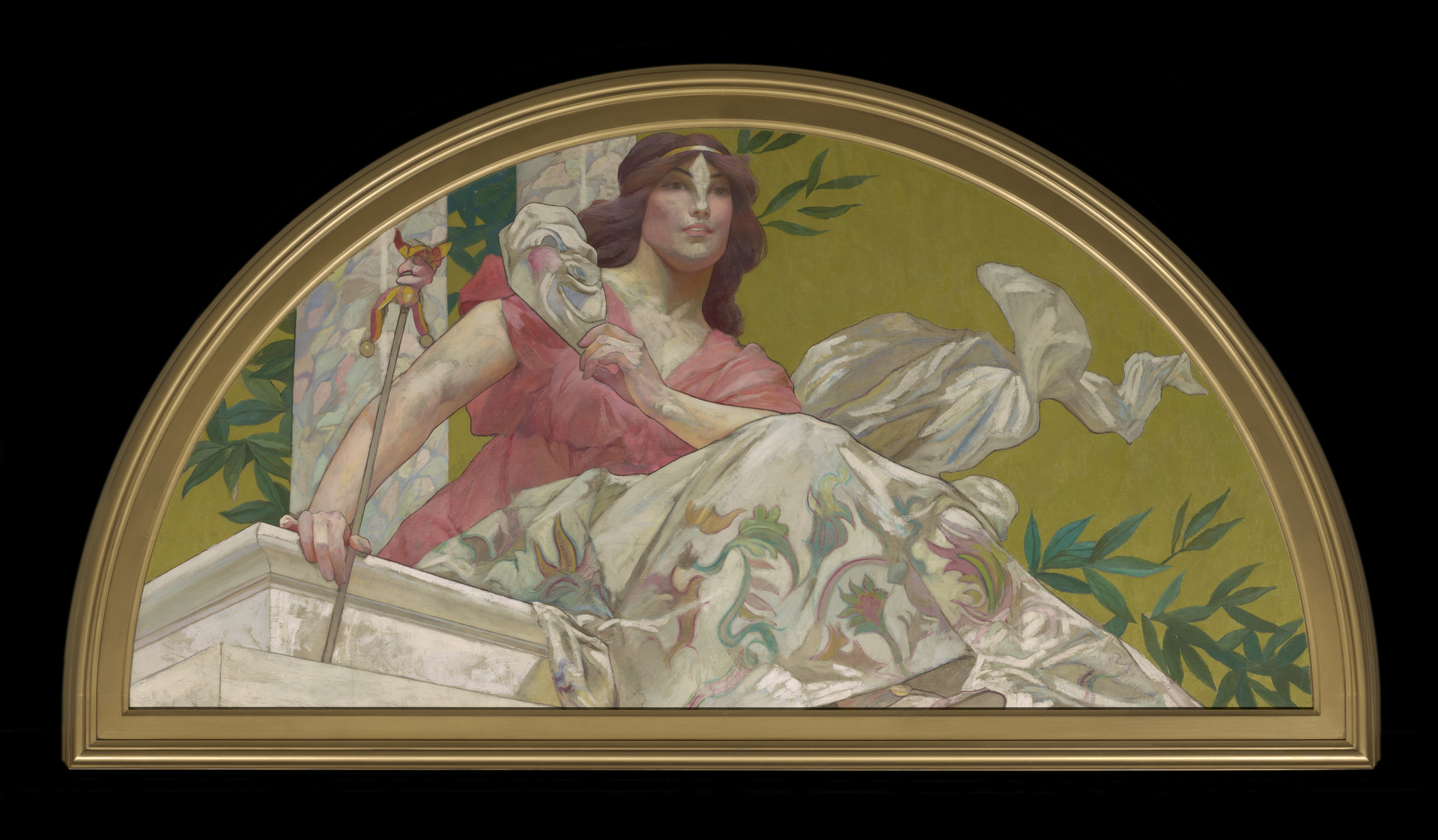
Muse of Comedy, 1893, Yale University Art Gallery
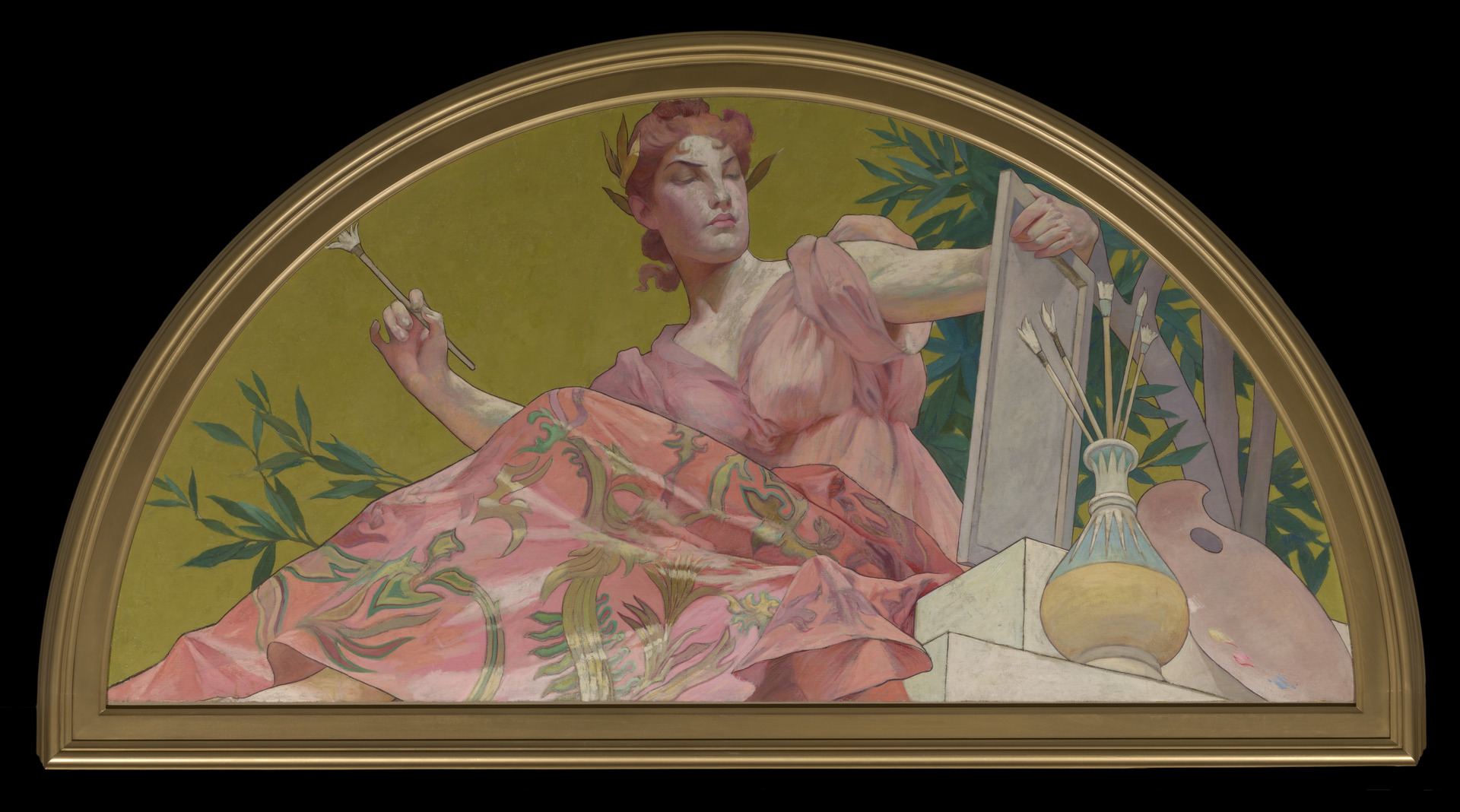
Muse of Painting, 1893, Yale University Art Gallery
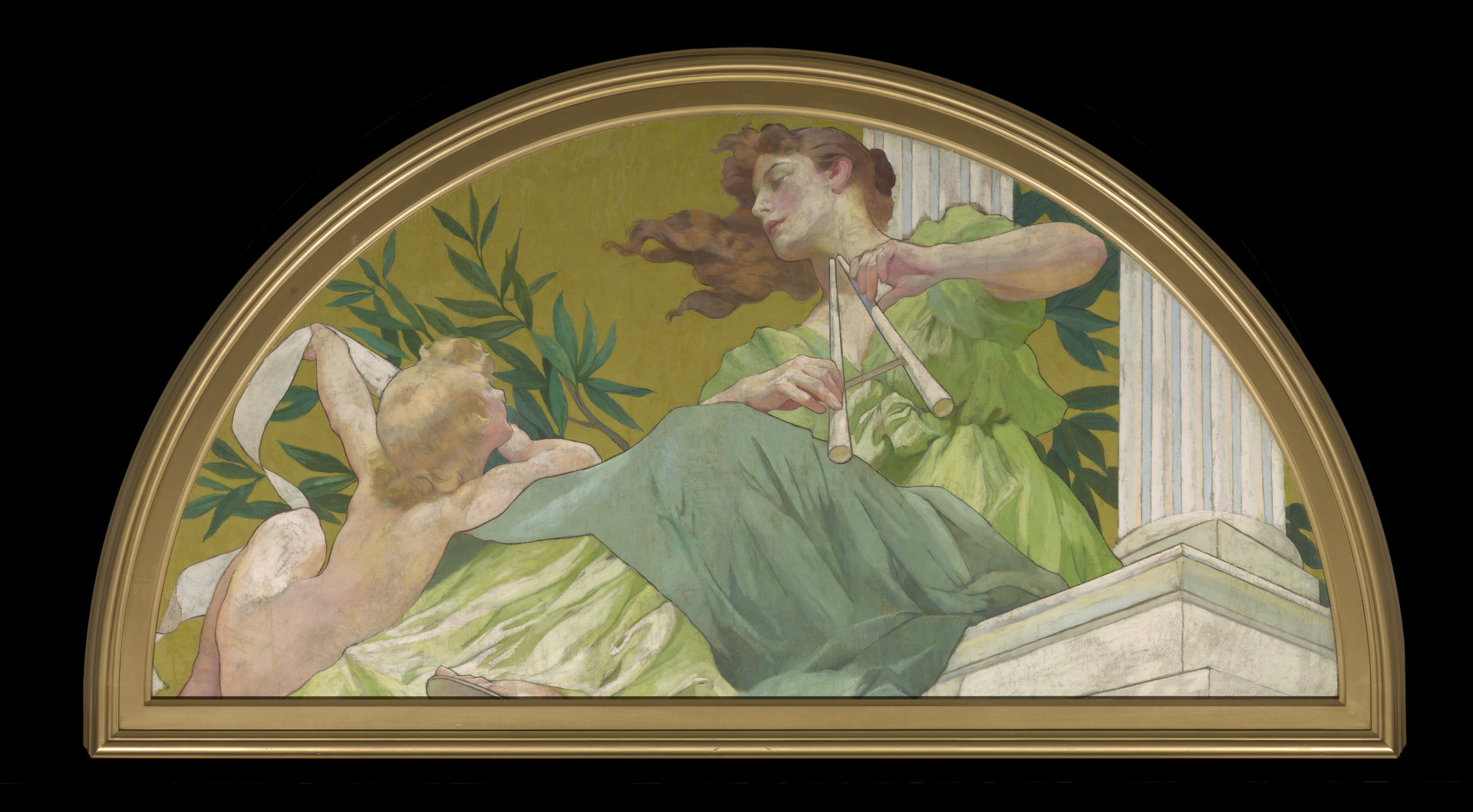
Muse of Music, 1893, Yale University Art Gallery
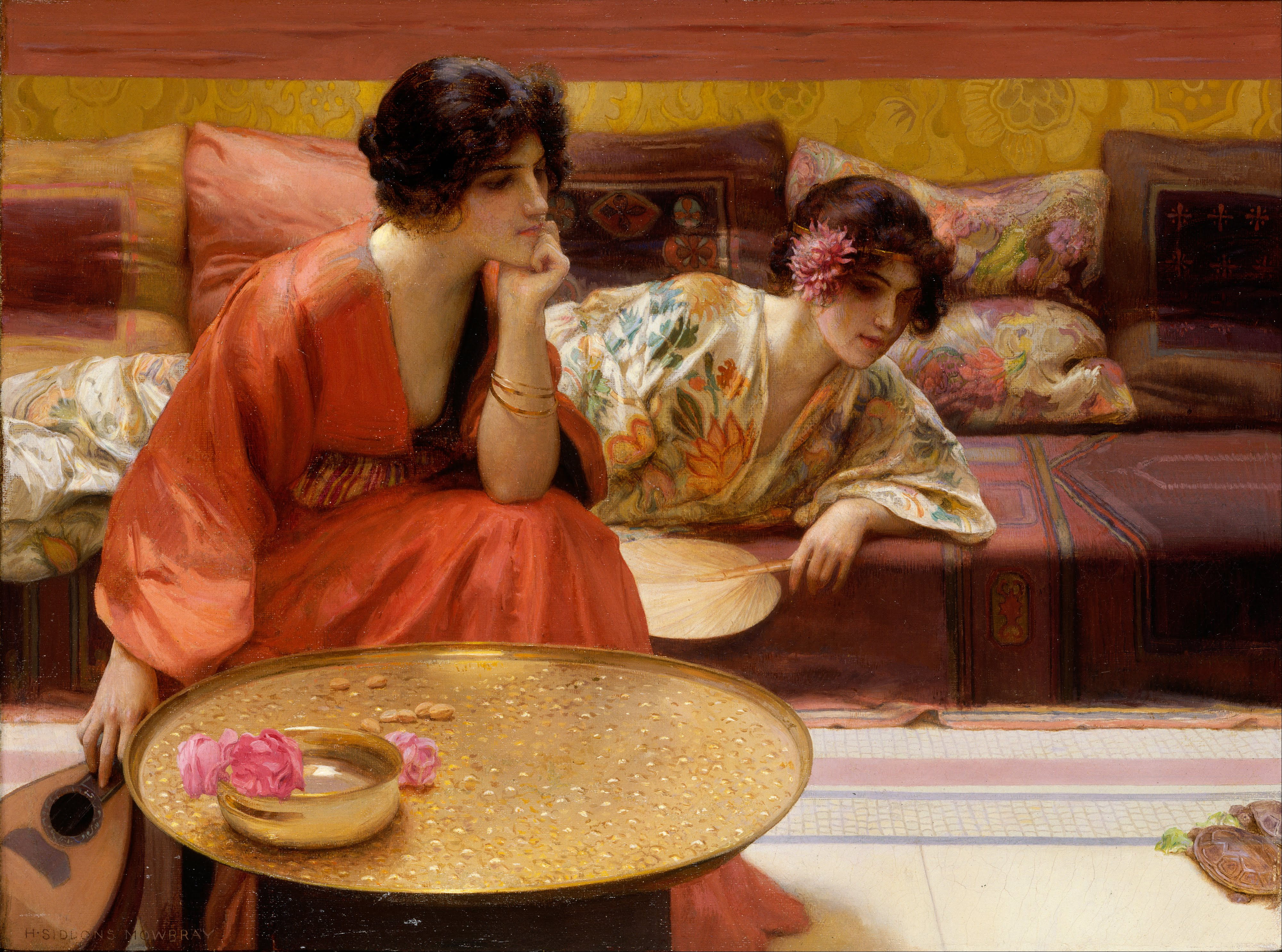
Idle Hours, 1895, Smithsonian American Art Museum
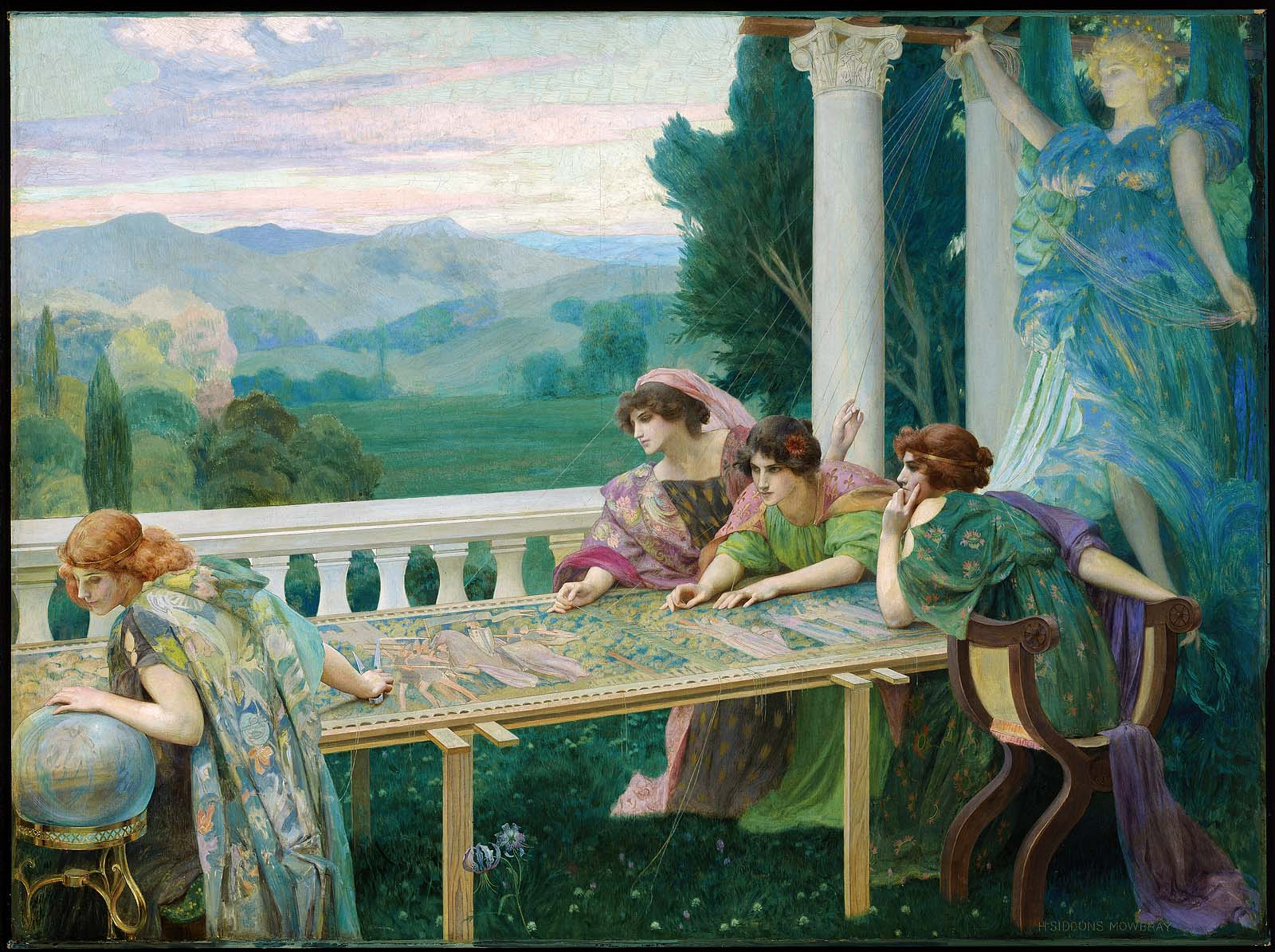
Le Destin, 1896, Musée des Beaux-Arts de Boston
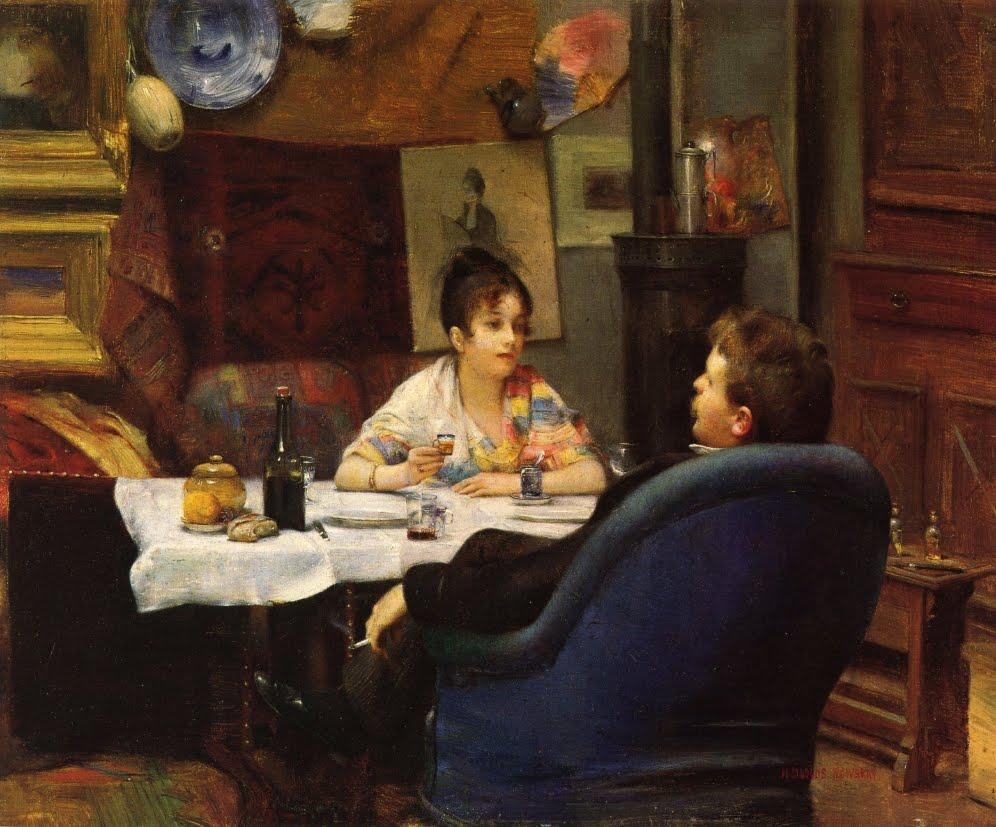
Studio Lunch, vers 1900
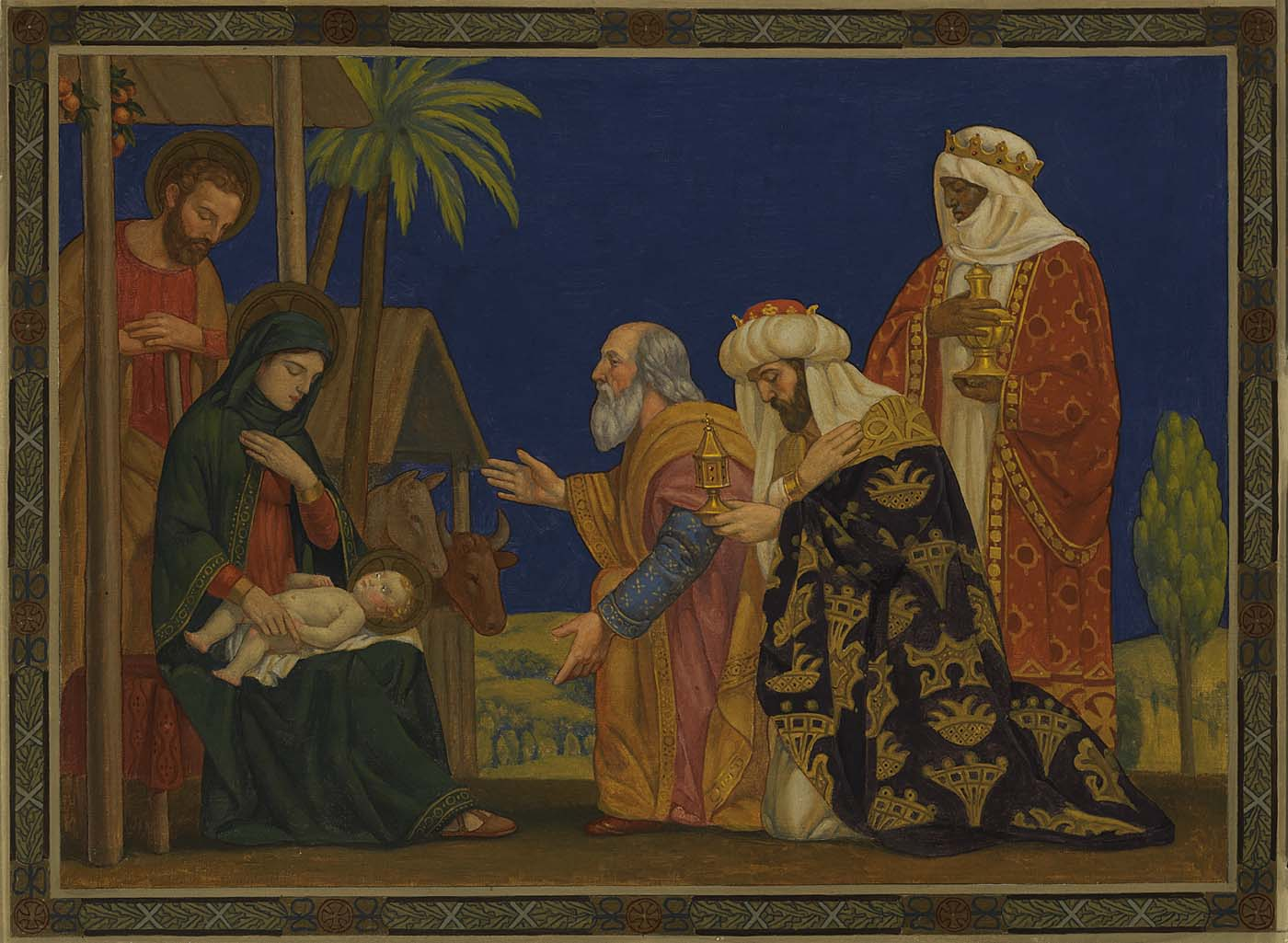
The Magi, vers 1915, Smithsonian American Art Museum
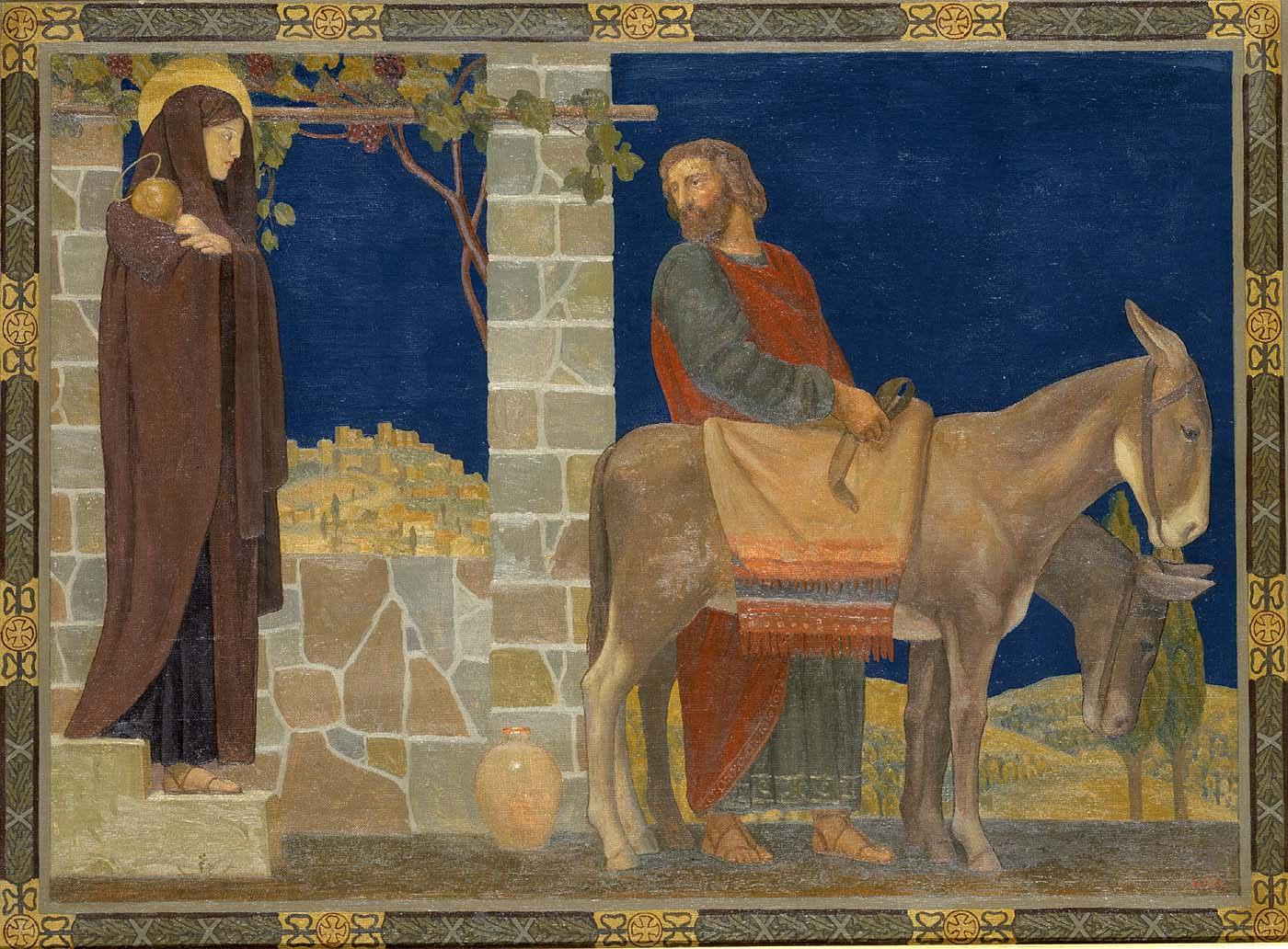
The Flight into Egypt, vers 1915, Smithsonian American Art Museum
Peinture murale du Howard M. Metzenbaum United States Courthouse (en), après 1900